# Voce Segreto
Voce Segreto – młodzieżowy chór mieszany działający przy Miejskim Ośrodku Kultury w Żorach pod batutą Andrzeja Marcińca. Chór głównie zrzesza młodzież z żorskich szkół.

## Historia
Voce Segreto powstało we wrześniu 1991 roku (Początkowo jako Ciężka Batuta). Jego założycielem jest Andrzej Marciniec absolwent Uniwersytetu Śląskiego w Cieszynie pełniący od początku istnienia chóru funkcję dyrygenta i nauczyciela wychowania muzycznego w Zespole Szkół Ogólnokształcących im. K. Miarki w Żorach. Nad warsztatem i emisją głosu chórzystów przez pierwszych 14 lat czuwała P. Henryka Paus. Teraz tę funkcję pełni P. Elżbieta Żydek. Członkami Chóru są uczniowie Liceum Ogólnokształcącego im. K. Miarki oraz innych miejskich szkół gimnazjalnych i ponadgimnazjalnych.

## Repertuar
Zakres wykonywanych utworów przez chór jest szeroki. Repertuar, który chór śpiewa na koncercie zależy m.in. od okresu liturgicznego czy pory roku. Voce Segreto wykonuje różne rodzaje pieśni - od tradycyjnych kolęd, pieśni spiritual, gospel, przez utwory muzyki rozrywkowej po muzykę ludową. W swojej przeszłości chór również występował z orkiestrą ze szkoły muzycznej z Opola wykonując utwory Bacha czy Mozarta. Spora część utworów jest opracowana przez dyrygenta - m.in. "Czarny Alibaba", "Ballada Majowa", "Wieża Babel" czy "Przybieżeli do Betlejem".
Chór czasami występuje wspólnie z zespołem szantowym "Ryczące Dwudziestki", którego członkiem jest dyrygent chóru – Andrzej Marciniec.

## Osiągnięcia
Chór na swym koncie zebrał wiele wyróżnień oraz nagród, a niektóre z nich to:
- 2009 I miejsce na V wojewódzkim festiwalu chórów szkolnych w Częstochowie
- 2009 Złoty Kamerton i 6 innych nagród na XXIX Ogólnopolskim Konkursie Chórów A Capella w Bydgoszczy
- 2009 I miejsce na XVIII Tyskich Wieczorach Kolędowych
- 2008 III miejsce na Międzynarodowym Festiwalu Chóralnym "Mundus Cantat Sopot"
- 2008 Nagroda Prezydenta Miasta Żory - Phoenix Sariensis za całokształt działalności chóru i rozsławianie Żor na arenie międzynarodowej
- 2007 Grand Prix na III wojewódzkim festiwalu chórów szkolnych w Częstochowie
- 2006 Kolejny złoty medal na XXXIV Międzynarodowym Festiwalu Pieśni "Mundi Cantat" w Ołomuńcu
- 2005 Srebrny Kamerton i Nagroda Ministra Kultury na XXIV Ogólnopolskim Konkursie Chórów A Capella w Bydgoszczy
- 2004 Złoty medal na XXXII Międzynarodowym Festiwalu Pieśni "Mundi Cantat" w Ołomuńcu
- 2003 Grand Prix na II Wojewódzkim Festiwalu Pieśni Siemianowice Śl.
- 2002 Złoty medal na XXX Międzynarodowym Festiwalu Pieśni "Mundi Cantat" w Ołomuńcu
- 2002 III miejsce w Ogólnopolskim Festiwalu Kolęd i Pastorałek w Będzinie
- 2001 Srebrny medal na XXIX MFP
- 1997 Grand Prix na IX Festiwalu Kultury Młodzieży Szkolnej Katowice

## Tournée
Chór odbył również serię tournée zagranicznych, między innymi:
- Węgry 1997, 2004
- Czechy 1998, 2001, 2004, 2011, 2012
- Belgia 1999
- Francja 1999, 2010
- Niemcy 2000,
- Austria 2000, 2001, 2004
- Włochy 2001
- Watykan 2001
- Hiszpania 2006
- Walia 2007
- Słowacja 2011

## Dyskografia
- "Wyprawa na ..."(2002); pełne spektrum twórczości chóru
- "Kolędy"(2002); płyta zawiera zbiór "najcieplejszych" polskich kolęd
- "Tchnienie gór" (2003); płyta dedykowana papieżowi Janowi Pawłowi II